# Snatch - Porcos e Diamantes
Snatch - Porcos e Diamantes  (em inglês:  Snatch) é um filme britânico escrito e dirigido por Guy Ritchie, lançado no ano 2000.

## Sinopse
O ladrão e contrabandista Franky Quatro-Dedos (Benicio Del Toro) rouba um diamantes de 84 quilates em Antuérpia. De passagem por Londres antes de ir para Nova York entregar a gema ao seu chefe, Primo Avi (Dennis Farina), decide apostar em uma luta ilegal de boxe. Ao mesmo tempo, o criminoso ex-KGB Boris o Punhal (Rade Šerbedžija) contrata dois estúpidos donos de uma loja de penhores, Vinny (Robbie Gee) e Sol (Lennie James) para roubar a casa de apostas e sequestrar Franky em busca do diamante.
Enquanto isso, dois promotores de lutas chamados Turco (Jason Statham) e Tommy (Stephen Graham) veem seu boxeador George Bonitão (Adam Fogerty) ser nocauteado pelo pugilista cigano Mickey O'Neil (Brad Pitt) e tem de convencer Mickey a lutar em seu lugar antes que atraiam a ira do gângster Tijolão (Alan Ford) - notório por jogar seus desafetos para serem comidos por porcos - que quer organizar a luta (a mesma em que Franky quer apostar) de forma que ele já saiba o resultado. Já Avi, impaciente com a demora de Frankie Quatro-Dedos, vai para Londres se hospedar com seu primo Doug o Cabeça (Mike Reid). Eventualmente Avi e Doug contratam o mercenário Tony Dente de Bala (Vinnie Jones) para encontrar Frankie e os diamantes.

## Elenco
- Benicio Del Toro (Franky Quatro-Dedos)
- Dennis Farina (Primo Avi)
- Vinnie Jones (Tony Dente de Bala)
- Brad Pitt (Mickey O'Neil)
- Rade Šerbedžija (Boris o Punhal)
- Jason Statham (Turco)
- Alan Ford (Tijolão\Coco de Tijolo)
- Andy Beckwith (Errol)
- Mike Reid (Doug o Cabeça)
- Robbie Gee (Vinny)
- Lennie James (Sol)
- Ewen Bremner (Mullet)
- Jason Flemyng (Darren)
- Stephen Graham (Tommy)
- Goldie (Lincoln)